# Wałęsa (film)

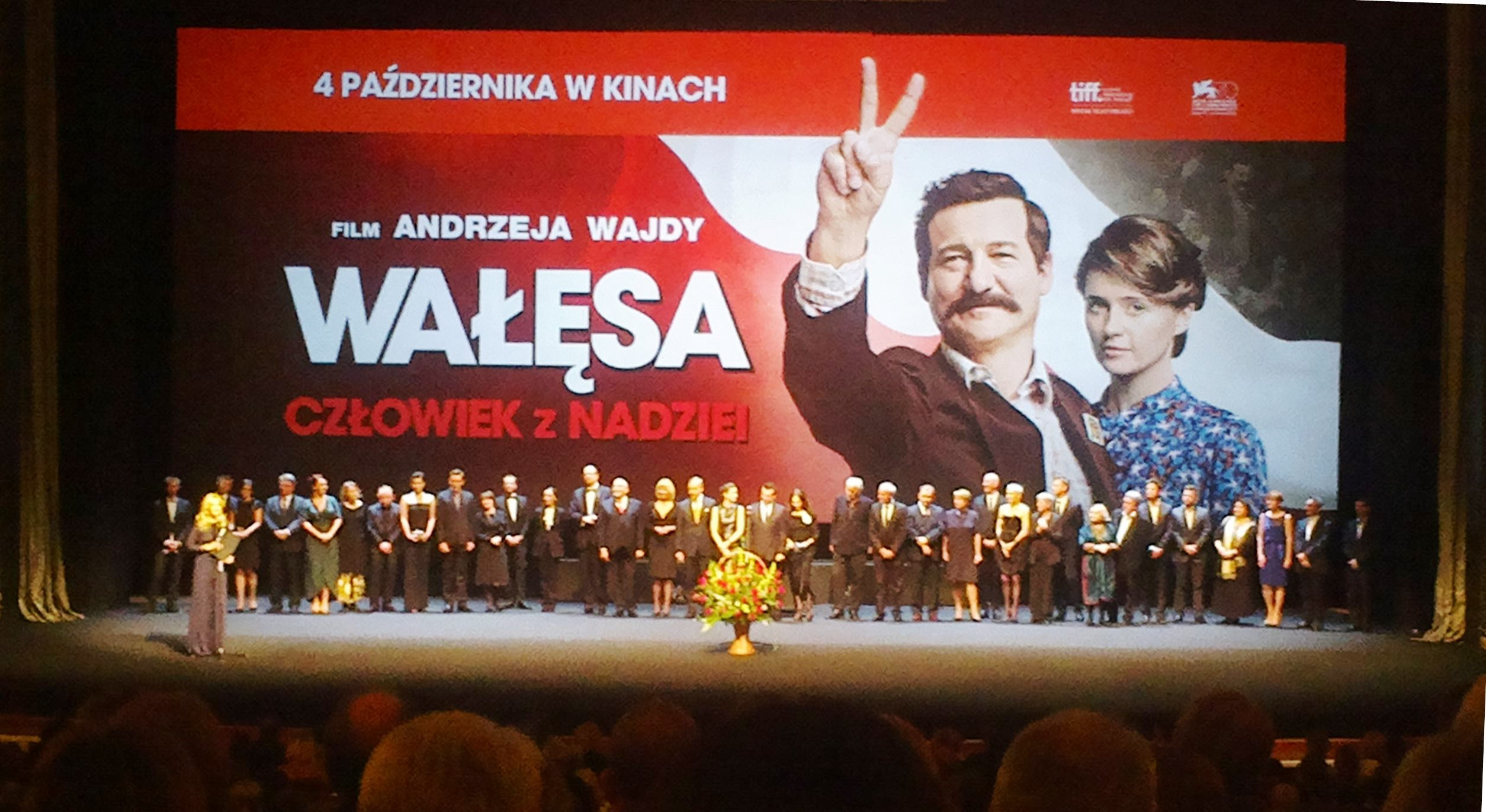
Filmpremiär i Warszawa

Wałęsa är en polsk biografisk film i regi av Andrzej Wajda, som handlar om den berömde polske fackföreningsledaren och politikern Lech Wałęsas (f. 1943) liv. Den hade premiär den 5 september 2013 vid filmfestivalen i Venedig.

## Medverkande i ledande roller
- Robert Więckiewicz – Lech Wałęsa
- Agnieszka Grochowska – Danuta Wałęsa
- Iwona Bielska – Ilona, Wałęsas granne
- Zbigniew Zamachowski – Nawiślak
- Maria Rosaria Omaggio – Oriana Fallaci